# Bakrol
Bakrol es una ciudad de la India en el distrito de Anand, estado de Guyarat.

## Geografía
Se encuentra a una altitud de 38 m s. n. m. a 95 km de la capital estatal, Gandhinagar, en la zona horaria UTC +5:30.

## Demografía
Según estimación 2011 contaba con una población de 26 326 habitantes. Constituido por un 52% de varones y un 48% de mujeres, siendo del 6% sobre el total niños menos de 6 años.
La mayor parte de los aldeanos han emigrado al extranjero, quedando la agricultura como ocupación principal de los habitantes. Los principales cultivos son de papa, trigo y plátano